# Angélique du Coudray
Angélique Marguerite Le Boursier du Coudray (c. 1712 Clermont-Ferrand – 17. dubna 1794 Bordeaux) byla francouzská porodní asistentka, která byla průkopnicí v oboru porodnictví. Její věhlas neunikl ani králi Ludvíku XV., který ji pověřil úkolem vnášet osvětu na venkov, aby se snížila dětská úmrtnost.

## Životopis
Narodila se do významné francouzské lékařské rodiny v Clermont-Ferrand. V únoru 1740 dokončila tříletou praxi u Anne Bairsin a složila kvalifikační zkoušky na Vysoké škole chirurgické École de Chirurgie. Porodní asistentky měly dlouho na starosti nekomplikované porody a v případě naléhavých nebo obtížných porodů byli povoláni chirurgové. Muži však stále více chtěli mít nadvládu nad všemi porody. Jen několik let po promoci Du Coudray se chirurgové pokusili eliminovat porodní asistentky tím, že jim zakázali navštěvovat chirurgickou školu pařížské univerzity. Porodní asistentky bez kvalifikační zkoušky, bez licence a občas i bez školení se i přesto pouštěly do práce. Du Coudray spolu s dalšími 39 porodními asistentkami podepsala petici, v níž požadovaly, aby lékařská fakulta poskytla porodním asistentkám výuku anatomie. Univerzita jim vyhověla. 
Poté, co se tato situace vyřešila a všechny porodní asistentky získaly řádné vzdělání se Du Coudray stala hlavní porodní asistentkou v pařížské nemocnici Hôtel Dieu. Tím, že byla vedoucí osobností této politické záležitosti se v Paříži stala známou osobností. Ačkoli se neprovdala, nechala si říkat Madame du Coudray, aby působila více konvenčně.
V roce 1759 vydala ranou učebnici porodnictví Abrégé de l'art des accouchements (Abstrakt porodnického umění), která byla revizí a rozšířením dřívější učebnice porodnictví vydané v roce 1667. Učebnice byla přeložena do mnoha jazyků včetně němčiny, nizozemštiny a angličtiny.
V roce 1759 již praktikovala porodnictví v Paříži deset let. Její věhlas se neunikl ani králi Ludvíku XV., který ji pověřil, aby vyučovala porodnictví venkovské ženy. Tímto úkolem ji pověřil ve snaze snížit dětskou úmrtnost. Ta byla vnímaná jako politický problém, protože vysoká dětská úmrtnost na venkově připravovala Francii o budoucí občany a také schopné vojáky. Du Coudray v letech 1760–1783 cestovala po francouzském venkově a sdílela své rozsáhlé znalosti s chudými ženami. Madame du Coudray se tak stala národní porodní asistentkou, která si ročně přišla na  8000 livrů, což byl tehdy plat dekorovaného generála.
Poprvé se vydala v listopadu 1761 do Moulins z Clermont-Ferrand. Na její první lekci v Moulins se dostavilo osmdesát studentek a na druhou lekci jich přišlo sedmdesát. Studentek přišlo méně, protože kvůli žním se mnoho žen nemohlo uvolnit z polních prací. Du Coudray si všimla, kolik žen nemá žádnou způsobilost, a dokonce některé poslala domů. Jen několik žen u ní skutečně obstálo. Její kurz stál 36–40 livrů, což zahrnovalo i závěrečné osvědčení o absolvování. Se svými studentkami tvrdě pracovala. Naučila je jen základy, ale i to stačilo, aby byly ve svých městech velmi užitečné. Výuka probíhala šest dní v týdnu, celé dopoledne a odpoledne, a trvala zhruba dva měsíce, takže každá studentka měla dostatek času poslouchat přednášky a každý manévr si několikrát procvičit na figuríně. Příležitostně umožňovala nejlepším studentkám, aby se pod jejím dohledem zúčastnily živých porodů. Ve většině měst dostávala za svou výuku 300 livrů měsíčně.
Během následujícího roku a půl cestovala do Burgundska. V roce 1761 do Autunu, v roce 1763 do Bourg-en-Bresse a Chalone-sur-Saȏne a v témže roce do Limognes-en-Quercy a Tulle. V roce 1764 pak cestovala do Angoulȇme a téhož roku do Bourdeilles. V letech 1764–1765 do Poitiers, v roce 1765 do Sablés-sur-Sarthe a nakonec v roce 1769 do Périgueux a Agenu. Ve všech těchto francouzských regionech vedla podobný výukový kurz. Nově Du Coudray učila porodní asistentky, aby v případě porodu dítěte, které je blízko smrti, přestaly praktikovat jeho odkládání stranou a soustředění se na uzdravení matky. Místo toho je naučila, aby se pokoušely dítě oživit, což se mohlo podařit.
Odhaduje se, že během období, kdy cestovala, vyučovala ve více než čtyřiceti francouzských městech a městečkách a přímo vyškolila 4 000 studentek. Dalších 6 000 žen vyučovaly a vyškolily její bývalé studentky. Kromě toho vyučovala asi 500 chirurgů a lékařů, vesměs mužů. Za třicet let své pedagogické činnosti vyučila přes 30 000 studentů. Díky tomuto vzdělávacímu úsilí se Du Coudray stala národní senzací a mezinárodním symbolem pokroku francouzské medicíny. 
Angélique du Coudray zemřela v Bordeaux 17. dubna 1794. Její smrt je obestřena tajemstvím, neboť k ní došlo v době Hrůzovlády, která následovala po Velké francouzské revoluci. Mnozí badatelé se domnívají, že byla zabita v noci, protože ji předtím přijal a pověřil král Ludvík XV. Jiní tvrdí, že jednoduše zemřela stářím.

## Figurína

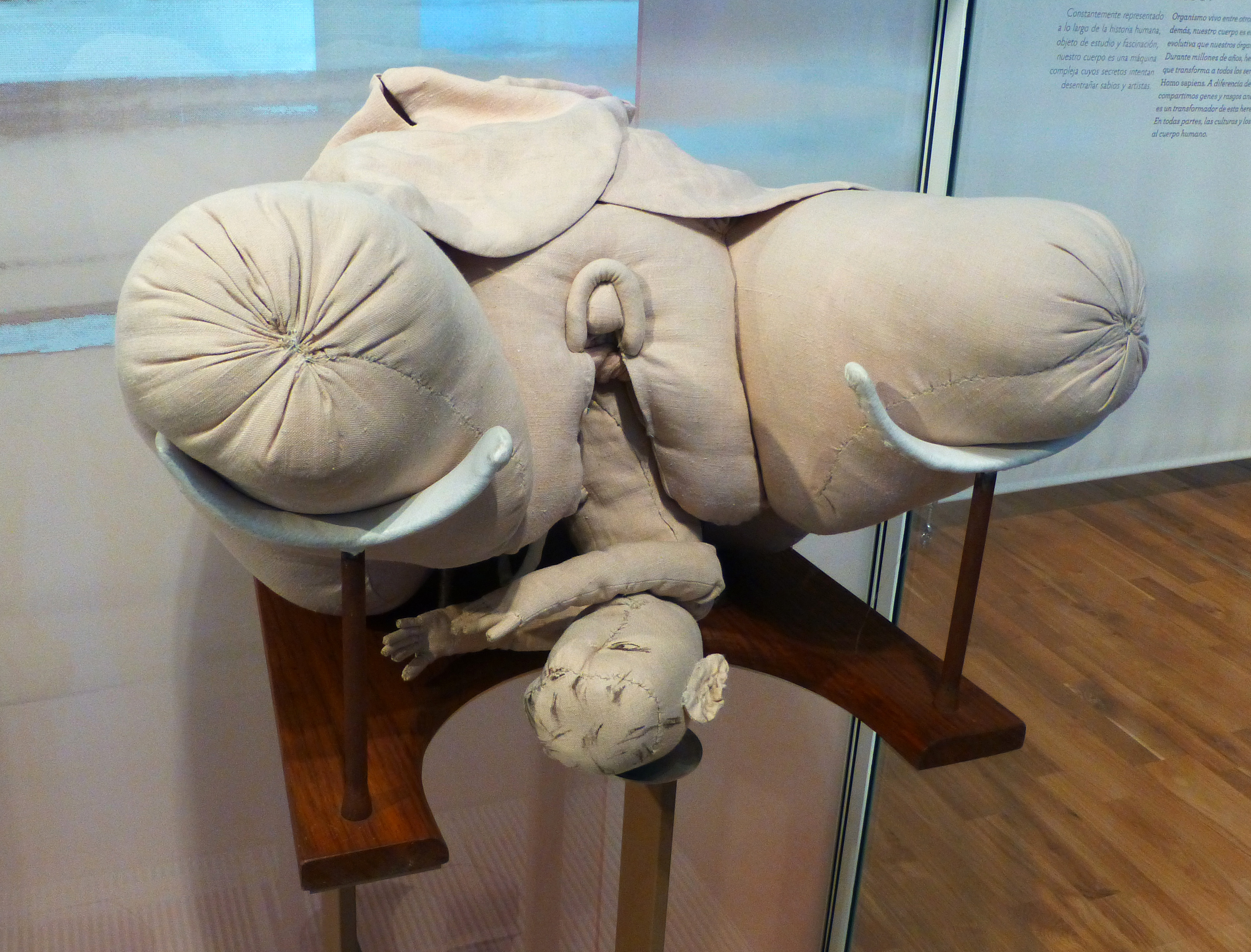
Porodnická figurína „Machine” v životní velikosti sloužila k výuce a demonstraci průběhu porodu.

Du Coudray vynalezla první porodnickou figurínu v životní velikosti, která sloužila k nácviku porodů. Obvykle se jí říkalo „Machine” (stroj). Výroba každé z nich stála asi 300 livrů, obvykle byla vyrobena z látky, kůže a vycpávek a občas obsahovala skutečné lidské kosti, které tvořily trup. Různé šňůry a popruhy sloužily k simulaci roztažení porodních cest a perinea pro demonstraci průběhu porodu. Hlava figuríny dítěte má tvarovaný nos, našité uši, vlasy nakreslené inkoustem a otevřená ústa (s jazykem), do nichž lze vložit prst do hloubky 5 cm. Tento detail byl důležitý, protože umožňoval porodní asistentce vložit do úst dva prsty, aby usnadnila průchod hlavičky v případě porodu koncem pánevním. Tyto figuríny byly velmi detailní a přesné. Historický exemplář „Machine” je uložen v muzeu Musée Flaubert et d'histoire de la médecine v Rouenu a jeho kopie v Musée de l'Homme v Paříži.
Magistrát Auvergne Du Coudray požádal, aby vyrobila figurínu pro každé z nejlidnatějších měst v regionu. Z každého města přijel chirurg, který s du Coudray patnáct dní studoval vnitřní fungování figuríny, a pak si ji odvezl zpět. Tito chirurgové měli na oplátku vyškolit své místní porodní asistentky. Když se o figuríně dozvěděla chirurgická akademie, požádala Du Coudray, aby ji přivezla k posouzení. Za její přesnost a detailnost byla Du Coudray udělena pečeť jako pomůcce pro výuku porodu. Porodní asistentka a historička medicíny Scottie Hale Buehler o tom poznamenala: „Byla to vzácná pocta – tím spíše pro ženu”.

## Učebnice
Její učebnice Abrégé de l'art des accouchements obsahuje přednášky Du Coudray v pořadí, v jakém je přednášela, počínaje ženskými reprodukčními orgány a procesem reprodukce. Dále vysvětluje problematiku správné prenatální péče. Nakonec pojednává o způsobu vedení porodu včetně řešení běžných porodnických problémů. Abrégé se věnuje i vzácným případům, které se vyskytly během porodu a které Du Coudray zaznamenává jako svá pozorování. V celé knize odkazuje na svou figurínu „Machine” jako na způsob vysvětlení pojmů. Její vnímání porodu jako mechanického procesu je v těchto odkazech očividný. Sama si také uvědomovala, že mnoho jejích žákyň je negramotných, proto je učebnice doplněna ilustracemi, které ukazují i správné umístění rukou porodní asistentky. Ilustrace mohly negramotným ženám také sloužit jako připomínky znalostí získaných během kurzů.
Navzdory svému významnému přínosu pro obor porodnictví byla Abrégé v době svého prvního vydání opomíjena, protože se jednalo o malý, lehký a nenápadný svazek. Přesto její existence posloužila jako vlivný zdroj pro porodní asistentky v průběhu 18. století.